# 上里はな子
上里はな子（うえさと はなこ、本名：上里英子（読み同じ）、1976年 - ）は、愛知県豊橋市生まれのヴァイオリン奏者。

## プロフィール
2歳よりヴァイオリンを始め、史上二人目となる全日本学生音楽コンクール小中学生の部全国第1位（ならびに兎束賞）を成し遂げる。
桐朋女子高校音楽科に首席で入学、1995年ウィーン国立音楽大学に入学。安田生命クオリティ・オブ・ライフ文化財団から助成を受ける。
ウィーン国立音楽大学のソリストオーディションで優秀賞を獲得し、リサイタルを行う。また、ムジーク・フェライン(ウィーン楽友協会)での大学オケの演奏会にも度々出演している。
2001年に帰国し、東京、愛知、高知、熊本、沖縄など各地で数多くのリサイタルを開く。第7回・9回宮崎国際音楽祭に参加、数多くのオーケストラとの共演もしている。同年2010年より毎年ヒロシマミュージックフェスティバル（HIROSHIMA MUSIC FESTIVAL）に招かれ、室内楽を中心に後進の指導にあたる。
また、松本和将（ピアノ）、向井航（チェロ）とピアノトリオを結成し、これまでに大阪、神戸、広島、宇都宮など全国各地でコンサートを行っている。
クラシック以外でも、YUKI、Every Little Thing、レミオロメン、aiko、ASKA、大塚愛、甲斐よしひろ、一青窈など、多くのアーティストのライブにツアーメンバーとして出演し、幅広いジャンルのレコーディングにも参加。テレビ番組にも数多く出演している。
ヴァイオリンを小林武史、小林健次、徳永二男、ゴールドベルク、ザハール・ブロン、ルッジェーロ・リッチ、ゲルハルト・シュルツに師事。室内楽をマイスル教授、フェルナンデス教授に師事。

## 受賞歴
- 1990年 豊橋市文化振興特別賞[4][1]
- 1994年 第63回日本音楽コンクール入選[2]
- 1997年 パガニーニ国際ヴァイオリン・コンクール 第5位[3][2]
- 2001年 ヤッシャ・ハイフェッツ国際ヴァイオリンコンクール 第2位[3][2]

## ディスコグラフィー

### CD
- 『Tiare』
- 『Scherzando』
- 『GIFT 幸せの贈りもの』

### 参加作品
- Sound Horizon『少年は剣を…』
- Chocolat『アニカル ＜アニメカルテット＞ ジブリ集』